# Афродита волохата
Афродита волохата (Aphrodita aculeata) є морським бродячим поліхетом, що зустрічається в Північній Атлантиці, Північному морі, Балтійському та Середземному морях. Зазвичай морська миша лежить головою вперед у піску. Його знайшли на глибині понад 3000 метрів.

## Морфологічний опис
Тіло морської миші вкрите щільним килимком із щетинок (волосяних структур). Розмір дорослих особин зазвичай становить від 10 до 20 сантиметрів.

## Живлення
Це активний хижак, який харчується переважно дрібними крабами, раками-відлюдниками та іншими багатощетинковими хробаками, включаючи Pectinaria та Lumbriconereis. Було помічено, що він споживає інших багатощетинкових хробаків, довжина яких утричі перевищує довжину його тіла. Харчування відбувається вночі, при цьому тварина частково заривається в пісок.